# Camille Cambon
Camille Louis Marie Cambon (* 7. Juni 1878 in Montpellier, Département Hérault; † 4. Januar 1937 in Paris, Département Seine) war ein Vizeadmiral der französischen Marine.

## Leben

### Ausbildung zum Marineoffizier und Erster Weltkrieg
Cambon, Sohn des Rechtsanwalts Camille Cambon und dessen Ehefrau Elise Larmand, begann nach dem Schulbesuch 1898 ein Studium an der École polytechnique sowie im Anschluss 1900 eine Ausbildung zum Marineoffizier an der Marineschule (École Navale). Im Laufe seiner Ausbildung wurde er am 1. Oktober 1900 zum Militärhafen Toulon und 1901 an Bord des Geschützten Kreuzers D’Entrecasteaux versetzt, wo er während einer Fahrt in den Fernen Osten an Operationen vor China teilnahm. Am 1. Oktober 1902 wurde er zum Oberleutnant zur See (Enseigne de vaisseau de première classe) befördert und 1903 auf das zum Mittelmeergeschwader (Escadre de Méditerranée) gehörende Linienschiff Gaulois versetzt. Im Anschluss fand er Verwendungen als Offizier auf dem Linienschiff Bouvet und danach auf dem Einheitslinienschiff Charles Martel, ehe er 1905 einen Lehrgang für Torpedoboot-Offiziere absolvierte.
1906 wurde Cambon Torpedooffizier auf dem Einheitslinienschiff Patrie im Mittelmeer und im Anschluss im März 1908 Torpedooffizier auf dem Panzerkreuzer Latouche-Tréville, woraufhin sich ein Lehrgang an der Marinewaffenschule (École de canonnage) anschloss. Nachdem er am 1. Juni 1910 zum Kapitänleutnant (Lieutenant de vaisseau de première classe) befördert worden war, wurde er am 1. September 1910 stellvertretendes Mitglied der Artillerieversuchskommission in Gâvres. 1912 wurde er Marinewaffenoffizier auf dem Einheitslinienschiff Vérité und nahm als solcher im Ersten Weltkrieg am 2. Dezember 1912 an der Bombardierung der Festungen der Dardanellen teil. Im Januar 1916 wurde er stellvertretender Kommandant des Patrouillenbootes Foudre der Patrouillendivision im östlichen Mittelmeer und machte sich als solcher beim Transport serbischer Truppen an die Salonikifront verdient.
Im Juni 1916 übernahm Cambon sein erstes eigenes Kommando, und zwar als Kommandant des Patrouillenbootes Atmah. Im Anschluss übernahm er im Oktober 1917 auf dem Patrouillenboot Éros den Posten als stellvertretender Kommandeur der für Algerien und Tunesien zuständigen Patrouillendivision und beteiligte sich als solcher an Schutzgeleitfahrten von Konvois gegen feindliche U-Boote.

### Nachkriegszeit und Aufstieg zum Konteradmiral
Auf diesem Posten wurde Cambon am 3. August 1918 zum Korvettenkapitän (Capitaine de Corvette) sowie am 1. August 1920 zum Fregattenkapitän (Capitaine de Frégate) befördert. Als solcher wurde er am 1. Januar 1921 auf den zur Atlantikdivision (Division navale de l’Atlantique) gehörenden Panzerkreuzer Gueydon versetzt. Danach übernahm er im Dezember 1922 den Posten als Chef des Stabes beim Kommandeur der Levante-Division (Division du Levant), Flottillenadmiral Jacques Vindry, auf dessen Flaggschiff, dem Panzerkreuzer Waldeck-Rousseau. 1924 wurde er Sekretär des Obersten Marinerates (Conseil Supérieur de la Marine) und erhielt als solcher am 17. September 1925 seine Beförderung zum Kapitän zur See (Capitaine de Vaisseau).
Danach übernahm Cambon 1926 den Posten als Leiter der Abteilung 1 im Generalstab der Marine und war zugleich Offiziershörer am Zentrum für höhere Marinestudien (Centre des Hautes Études Navales). Im Oktober 1927 wurde er Kommandant des zum Mittelmeergeschwader gehörenden Schlachtschiffes Lorraine und danach 1929 Chef des Stabes beim Generalinspekteur der Marineverbände in Südfrankreich. In dieser Funktion erfolgte am 10. Mai 1930 seine Beförderung zum Konteradmiral (Contre-amiral) und danach die Verwendung als Chef des Stabes des Marinestützpunktes Cherbourg. Im Februar 1931 wurde er Direktor der Abteilung für Militärpersonal der Flotte sowie 1934 Kommandeur der Ausbildungsdivision des 1. Geschwaders auf dem Flaggschiff Paris. In dieser Verwendung wurde er im Februar 1936 Vizeadmiral (Vice-amiral) und am 15. Februar 1936 Kommandeur der Ehrenlegion. Daraufhin wurde er abermals Direktor der Abteilung für Militärpersonal der Flotte sowie Mitglied des Obersten Marinerates sowie am 21. September 1936 Präsident des Technikausschusses sowie der Festungsuntersuchungskommission.
Am 1. Januar 1937 übernahm Cambon die Funktion als Erster Stellvertretender Chef des Marinestabes (Premier Sous-Chef d’État-Major au Ministère de la Marine), verstarb allerdings drei Tage später.